# کانائه یوشی
کانائه یوشی (انگلیسی: Kanae Yoshii؛ زادهٔ ۸ آوریل ۱۹۹۳) خوانندگی، بازیگر اهل ژاپن است.